# Jiangxi Ganyue Expressway
Jiangxi Ganyue Expressway ist ein chinesisches Unternehmen mit Firmensitz in Nanjing.
Jiangxi Ganyue Expressway investiert, baut und betreibt die Autobahn zwischen Shanghai und Liaoning und weitere Autobahnen in dieser Provinz. Das Unternehmen wird von Xie Jiaquan (CEO) geleitet (Stand: 2006).